# Thale
Thale je město ve spolkové zemi Sasko-Anhaltsko, zemský okres Harz, leží na severovýchodním okraji příkrých svahů pohoří Harz. Nad městem začíná údolí Bodetal.

## Historie

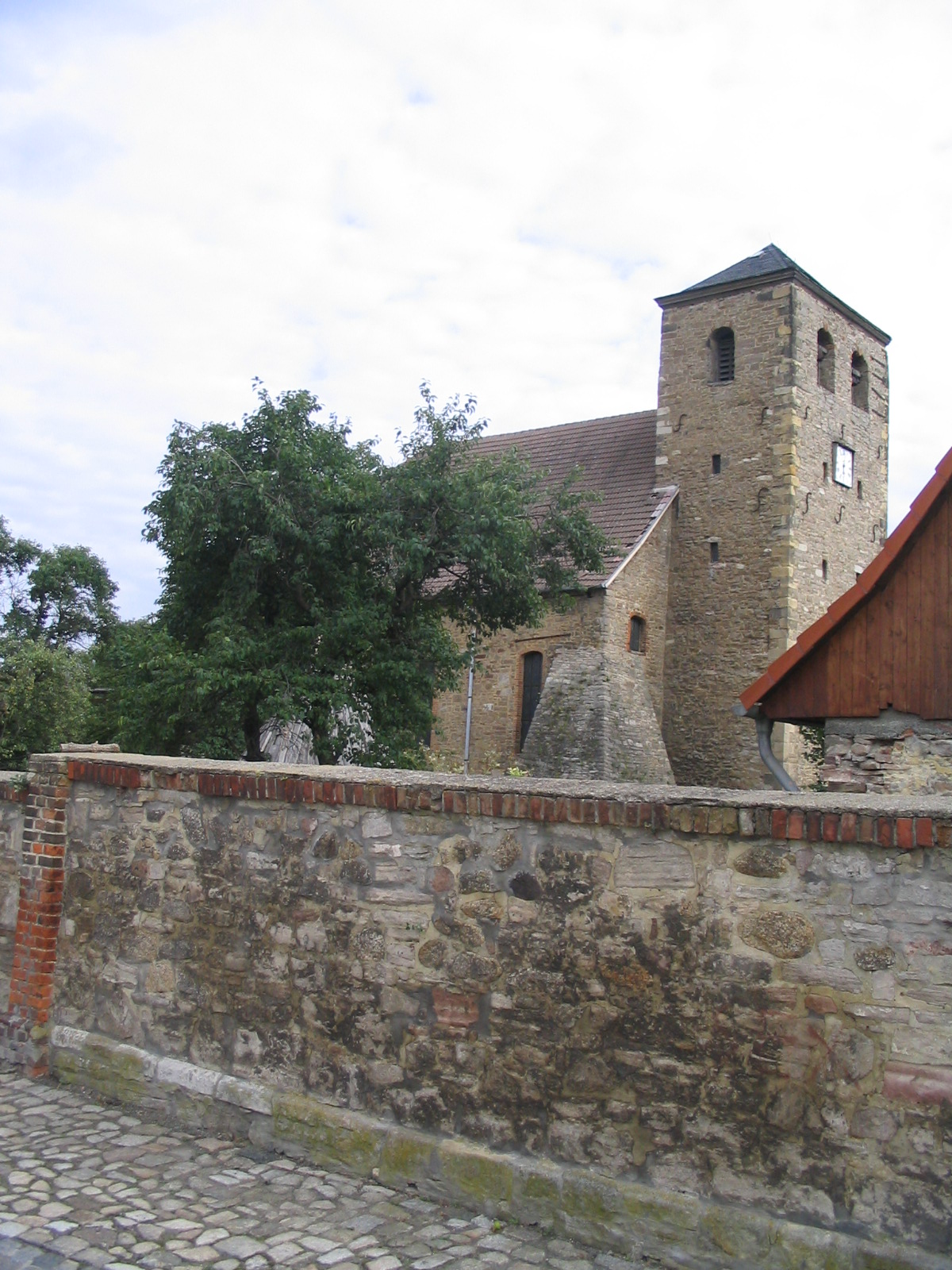
klášter Wendhusen

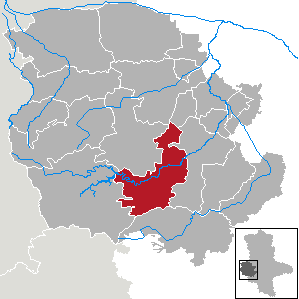
poloha Thale v okresu Harz

Sídlo Thale vzniklo pravděpodobně na počátku 10. století. Prvně bylo zmíněno v roce 936 v souvislosti se sousedním klášterem Wendhusen, který byl založen před rokem 840 jako misijní klášter, jako jeden z prvních klášterů na saské půdě.
Klášter se dostal následně pod ochranu kláštera v Quedlinburgu. Během selských válek v roce 1525 byl však zničen. Vesnice byla od 1231 označována jako Dat dorp to dem Dale (od roku 1288 s latinizovaným označením "de valle", od roku 1303 "von Thale"). Od roku 1445 je doložena železářská huť, která byla zpustošena ve třicetileté válce. V roce 1648 byla znovu vybudována pod názvem Zum Wilden Mann, ale roku 1670 byla zcela zničena. Roku 1686 vznikl malý hamr, který byl později přebudován na železářskou huť, díky blízkosti ložisek železa a dostupnosti dřeva. Fungovala do roku 1714. Roku 1740 byla výroba znovu zahájena. Na krátký čas ji měl v držení Fridrich II. Veliký. V roce 1831 tam byla například vyrobena první kovaná železná náprava vozu, takové se vyrábí v Německu dodnes. V roce 1835 byla založena nejstarší evropská smaltovna plechu. Po připojení města na železnici ve směru na Berlín v roce 1862 rostlo sídlo i počet dělníků: zatímco v roce 1872 zaměstnával železářský průmysl jen 350 osob, v roce 1905 to bylo již 4400. Především výroba smaltu přispívala k mezinárodní pověsti Thale, v době špičky pocházelo odtud 10 % celosvětové výroby. V roce 1910 mluvil k dělníkům Karl Liebknecht, Rosa Luxemburgová a Klára Zetkinová.

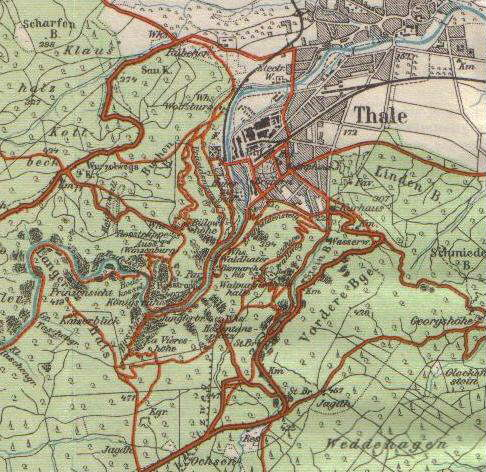
historická mapa okolí Thale z roku 1912

Od roku 1916 byly v Thale vyráběny ocelové přilby, na které mělo město monopol ve druhé světové válce (od roku 1934).
Od 19. století kvete cizinecký ruch díky radon obsahující vodě z pramene Hubertus, který byl otevřen v roce 1836. K návštěvníkům obce a zvláště údolí Bodetal patřili literáti jako Johann Wolfgang von Goethe, Heinrich Heine (při putování po Harzu) a Theodor Fontane. Mimo to si na letních bytech užívali především turisté z Berlína, což bylo možné po připojení na železnici do Berlína v roce 1862. V roce 1909 byla vybudována vedlejší dráhu na Blankenburg (Harz). Roku 1922 obdržela obec městské právo. Od 12. do 14. června 2009 byly pod heslem "Thale sagenhaft" (mytické Thale) uspořádány Sasko-Anhaltské dny, které navštívilo přes 200 000 lidí. Thale tvoří pozadí románu Cécile od Theodora Fontane.

## Slučování obcí
Od 21. prosince 2003 je součástí města dřívější obec Warnstedt. Od 1. ledna 2009 byly začleněny do té doby samostatné obce Neinstedt a Weddersleben. Správní území města se tím zvětšilo z 38,13 km² na 50,13 km22. K 1. červenci 2009 byly připojeny další obce, a to Treseburg, Altenbrak, Wendefurth a Almsfeld, tím se zvětšila plocha na 78,47 km2.
Dále pak 23. listopadu 2009 následovalo připojení obcí Friedrichsbrunn a Stecklenberg, čímž vzrostlo území města 102,79 km2. Naposledy pak 1. září 2010 byla na základě účinnosti zákona zemské vlády připojena obec Westerhausen a správní území města tak činí 120,21 km2.

## Vývoj počtu obyvatel
Vývoj počet obyvatel (od roku 1995 vždy k 31. prosinci):
| - 1825 – 1.406 - 1875 – 3.311 - 1880 – 3.683 - 1890 – 6.292 - 1925 – 13.545 - 1933 – 13.557 - 1939 – 13.520 - 1946 – 18.082 (29. říjen) - 1950 – 17.968 (31. srpen) - 1960 – 17.391 (31. prosinec) | - 1971 – 17.620 (1. leden) - 1981 – 16.830 (31. prosinec) - 1984 – 16.423 (31. prosinec) - 1990 – 17.560 (3. říjen) - 1995 – 16.230 - 2000 – 14.539 - 2001 – 14.167 - 2002 – 13.877 - 2003 – 13.631 |

## Městská rada
Složení městské rady (podle úředního konečného výsledku voleb do městské rady dne 7. června 2009, účast na volbách: 42,88 %, změny oproti předešlým volbám uvedeny v závorce):
- CDU – 59,2 %, 17 křesel (beze změny)
- Die Linke – 13,3 %, 4 křesla (beze změny)
- FDP – 8,2 %, 2 křesla (+1)
- SPD – 7,4 %, 2 křesla (-1)
- Bündnis 90/Zelení, Bürger Fraktion – 4,9 %, 3 křesla (+3)
- Wählergruppen – 4,1 %, 1 křeslo (-1)
- Einzelbewerber – 2,9 %, 0 křesel (-1)

## Znak
Znak byl schválen 11. července 1996 předsednictvem zemské vlády v Magdeburku. 

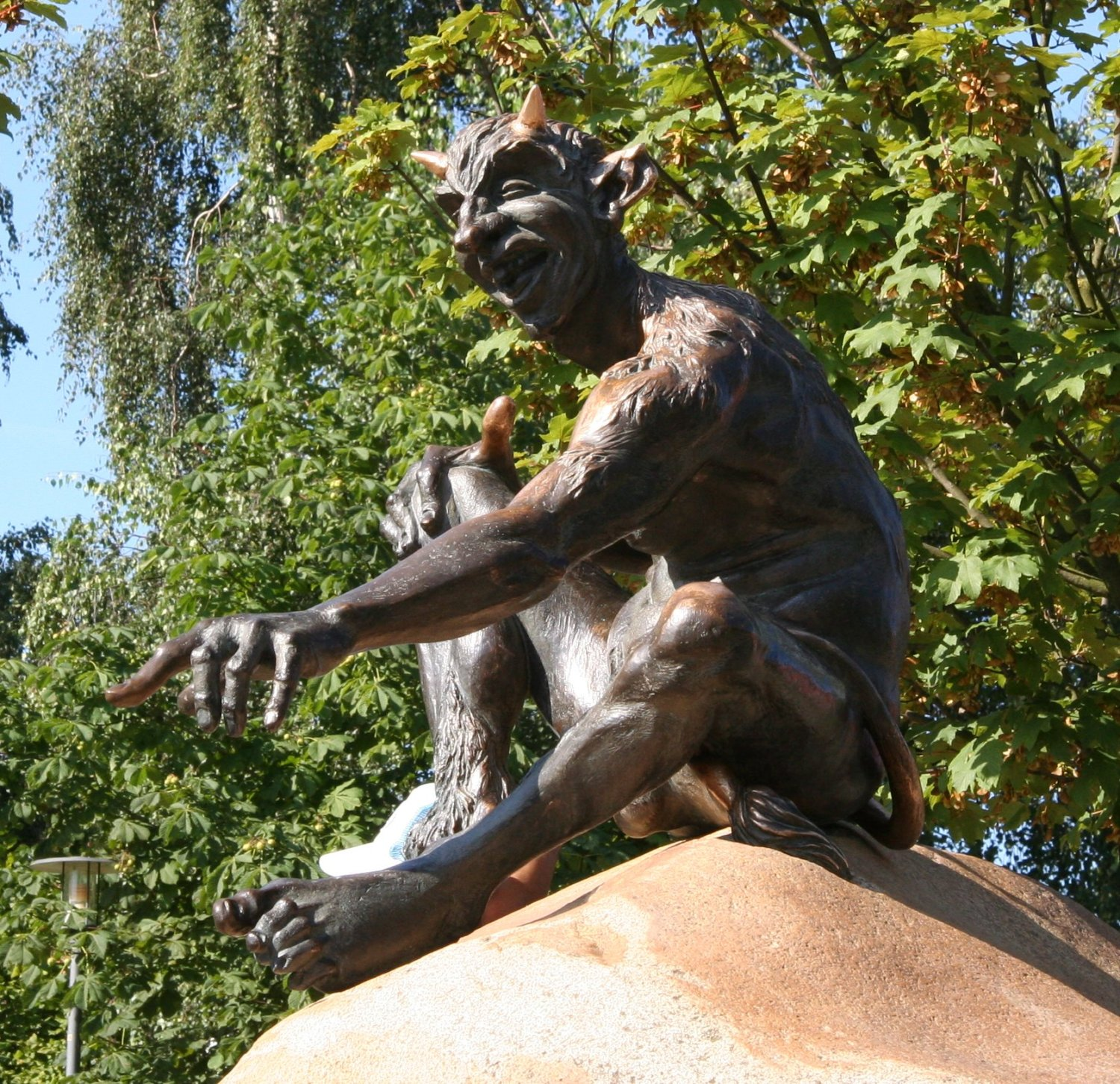
skulptura na Hexentanzplazu

Popis: „v stříbrném poli je pozinkovaná modrá věž se sedlovou střechou, zakončená pozlacenou makovičkou, s otevřenou bránou, o věž je opřen stříbrný štít, na němž je červená čarodějnice letící na koštěti".
Věž znázorňuje hrad Thale, zmiňovaný v roce 1340, který byl postaven v 10. století za účelem ochrany kláštera Wendhusen a jenž byl zničen roku 1365. Čarodějnice na stříbrném štítu je označení pro obecně srozumitelný symbol Hexentanzplatz (místo reje /tance/ čarodějnic). Vývoj města je úzce svázán s místem zvaným Hexentanzplatz a údolím Bodetal. Údolí mělo význam již v prehistorické době a obyvatelé Harzu tam vybudovali opevnění proti nepřátelským vojskům v dobách třicetileté války. Otevřená brána má poukazovat na pohostinnost města.

### Historické znaky

#### Znak z dob nacismu
Znak byl dne 19. května 1937 zapůjčen vrchním prezidentem provincie Sasko, autorem byl rada státního archivu v Magdeburku Otto Korn. Popis: „na stříbrném poli široká modrá věž s bránou, cimbuřím a červenou sedlovou střechou, ležící na čtvercovém štítu, úhlopříčně půleném, barvy stříbrné a červené". Použitý štít je erbovním štítem šlechtického rodu von Thale (též van deme Dalea, de Vallea), který vymřel roku 1650, jehož rodné sídlo bylo v Thale. Věž připomíná hrad zmiňovaný v roce 1340.

#### Znak z dobNDR
Znak byl potvrzen rozhodnutím rady města roku 1953. Popis: „ v stříbrném poli pozinkovaná modrá věž s ostrou, červenou střechou s makovičkou a otevřenou bránou, o věž se opírá stříbrný štít: úhlopříčně zleva rozdělený, nahoře červené ozubené kolo a přes něho (na pravici) černé kladivo, dole ve štítu (na levici) zelená jedle."
Věž se vztahuje pravděpodobně ke dříve existujícímu hradu pánů von dem Dale. Obsah štítu symbolizuje jednak místní železářský průmysl, jednak krajinu Harzu.

## Kultura a pamětihodnosti

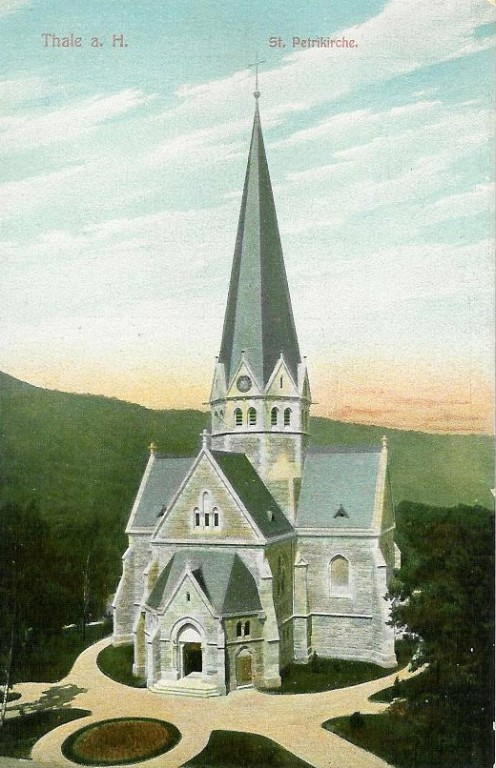
chrám sv. Petra

### Muzea
- klášter Wendhusen se speciálním tématem, kterým je kanonizační klášter
- hutnické muzeum
- Valpuržino muzeum

### Stavby

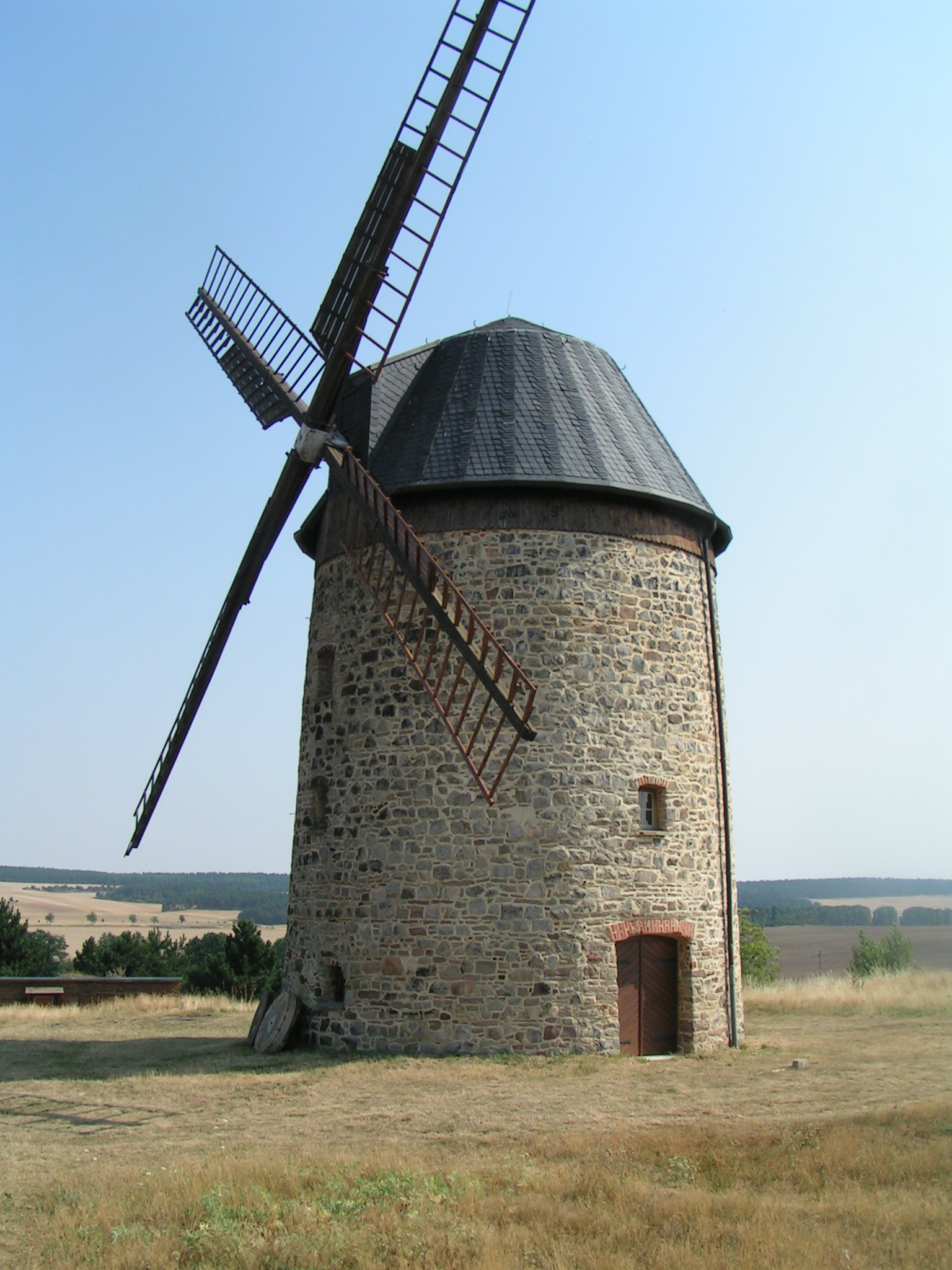
větrný mlýn - Warnstedt

- klášter Wendhusen (z karolínských dob)
- hotel Zehnpfund, postavený v roce 1863, dříve největší letní hotel v Německu
- chrám sv. Petra, dokončený v roce 1906
- katolický chrám srdce Ježíšovo, postavený v letech 1910 až 1911
- z daleka viditelný větrný mlýn v místní části Warnstedt

### Další kulturní zařízení
- Hexentanzplatz
- Harzer Bergtheater
- zoologická zahrada
- letní sáňkařská dráha
- zábavní park
- kino Cetral-Theater
- rozhledna Homburg

### Přírodní památky
Od Thale je přístup do údolí Bodetal, nad níž ční vrchy Hexentanzplatz, na nějž z Bodetalu vede lanovka, a Rosstrappe, na který vede sedačková lanovka. V místních částech Weddersleben a Warnstedt leží čertova zeď (Teufelsmauer), která se řadí k nejstarším přírodním chráněným oblastem v Německu. Z Thale vede téměř 100 km turistických značených cest napříč Harzem do Osterode kolem rozličných pamětihodností, jako je Brocken, Torfhaus, Dammgraben či Oberharzer Teiche.

## Ekonomika

### Průmysl

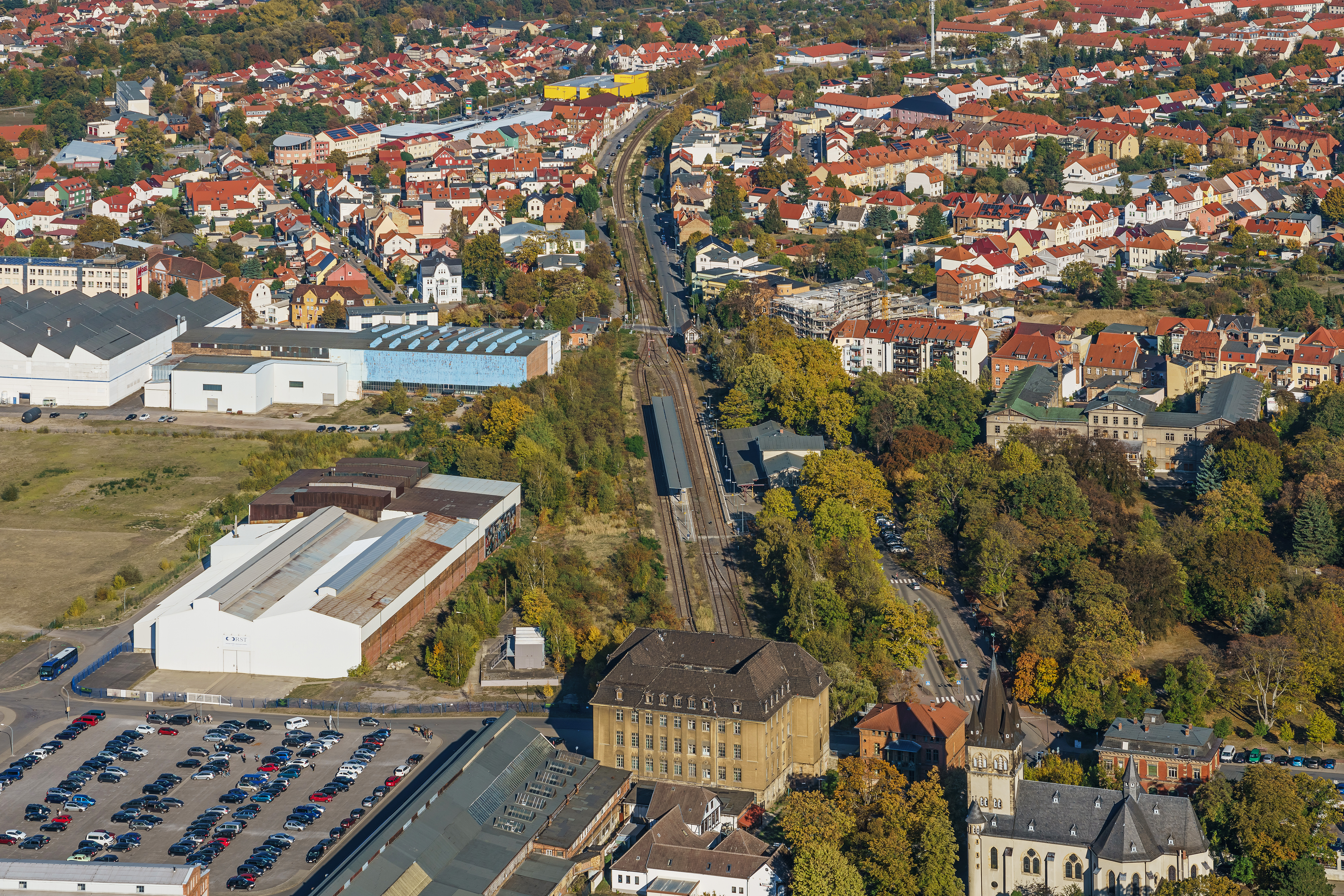
průmyslová část Thale

Významnými průmyslovými firmami v Thale jsou dnes Schunk Sintermetalltechnik, Thaletec GmbH (výroba smaltovaných přístrojů pro chemický a farmaceutický průmysl), jakož i strojírenský závod Maschinenfabrik Thale (MFT). Na základě úspěšné podnikové koncepce byla firma Thaletec GmbH vyznamenána ministrem hospodářství Saska-Anhaltska dne 7. března 2008 jako podnik měsíce března 2008.

### Doprava

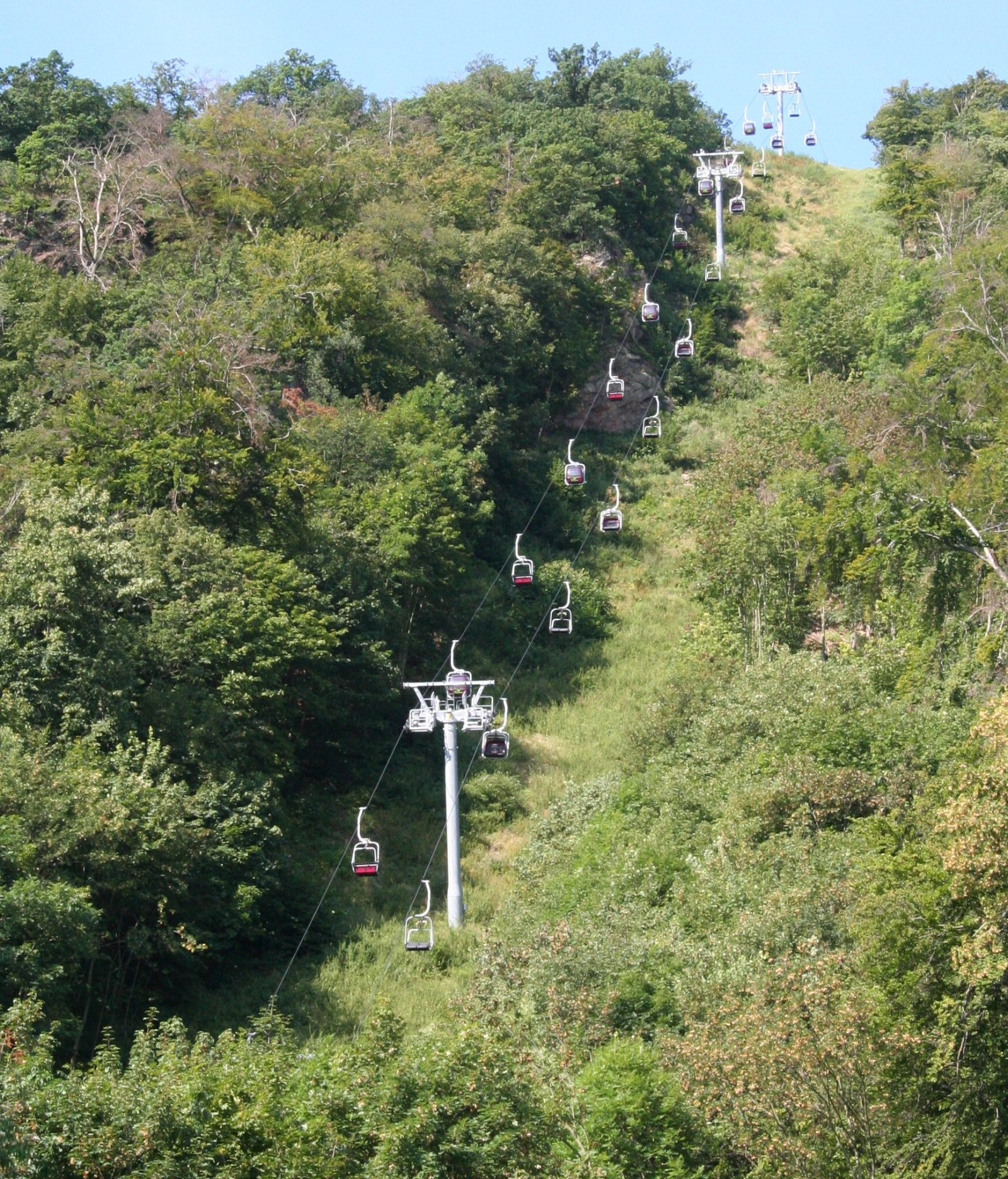
sedačková lanovka na Rosstrappe

Čtyři kilometry na sever je připojení na nově vybudovanou čtyřproudou dálnici A36, jež se o 52 km východněji připojuje na dálnici A14 . V Thale končí místní železniční trať Halberstadt–Thale. Krom hlavního nádraží jsou ve městě ještě železniční zastávky Neinstedt a Thale-Musestieg. Dřívější železniční trať Blankenburg–Quedlinburg (přes Thale-Bodetal, v letech 1907 až 1963 s osobní dopravou) je dnes v oblasti Thale zcela demontována, pouze starý železniční most v Roßtrappenstraße a průmyslová oblast na Bodetalu jsou ještě jejím svědkem. Osobní přeprava je zajišťována regionálními linkami společnosti Q-Bus Nahverkehrsgesellschaft, městská hromadná doprava společností Stadtbus.
- nejbližší přistávací plocha: 18 km vzdálené letiště Ballenstedt
- nejbližší mezinárodní letiště: asi 100 km (Letiště Lipsko/Halle)
- nejbližší vnitrozemský přístav: asi 65 km (přístav Magdeburk)

## Vzdělání
V Thale je gymnázium, evropské gymnázium "Richarda von Weizsacker", střední škola "Thale/Nord" a dvě základní školy: "Geschwister Scholl" a "Auf den Höhen". Z další školních zařízení existuje nezávislá waldorfská škola a nezávislá škola s celodenní péčí Quedlinburg e. V. Z odborných škol je to vzdělávací a vědecké centrum (BTZ) a Deutschen Angestellten Adademie (DAA).

## Osobnosti

### Čestní občané
- Otto Schönermark (1865–1947)
- 2002 Ursula Meckel (* 1950 Berlín), theoložka, pastorka (od 1977)
- 2006 Willi Neubert (* 1920), malíř
- 2004 Hans-Joachim Wiesenmüller, kulturní vědec

### Rodáci
- Wilhelmine Heimburg (1848–1912), spisovatelka
- Bernhard Rensch (1900–1990), evoluční biolog, zoolog, etolog, neurofyziolog a filozof
- Albrecht Becker (1906–2002), scénický výtvarník
- Fritz Becker (1910–1983), politik (Deutschen Partei)
- Ferdinand Dux (1920–2009), herec
- Harald Duschek (* 1956), skokan na lyžích
- Volker Herold (* 1959), herec
- Heiko Weber (* 1965), fotbalista, trenér
- Michael Stier (* 1965), politik (SPD)

### Osobnosti s městem spojené

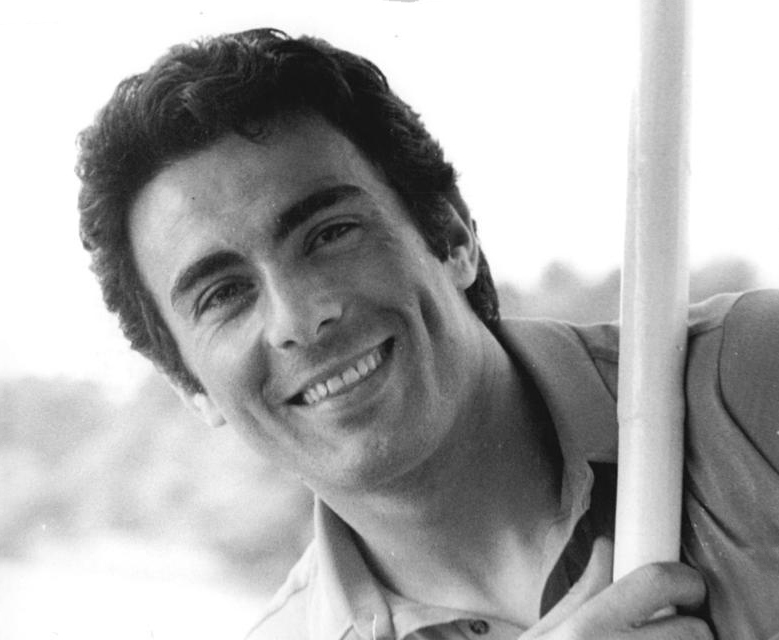
Gojko Mitič na letním filmovém festivalu Berlín 1969

- Friedrich Wilhelm Leopold Pfeil (1783–1859), vědec (zabýval se lesem), pobýval k zotavení a honitbě v lesích u Thale
- Theodor Fontane (1819–1898), pobýval v Thale v letech 1868, 1877, 1881, 1882, 1883 a 1884, popsal Thale v románu Cécile
- Theodor Nolte (1848–1919), místní výzkumník a básník
- Albert Ottenheimer, hlavní akcionář EHW Thale do roku 1937
- Hans Schemm (1891–1935), člen NSDAP, vedl do roku 1921 bakteriologicko-chemické laboratoře lázní Hubertus
- Otto Krüger (1895–1973), technik v oboru smaltování, zemřel v Thale
- Hela Gruel (1902–1991), herečka, navštěvovala místní dívčí penzionát
- Axel svobodný pán von dem Bussche-Streithorst (1919–1993), důstojník a odbojář, rytíř, statkář v Thale
- Willi Neubert (* 1920), malíř, čestný občan města
- Werner Oberländer (* 1921), fotbalista týmů první ligy Stahl Thale a Eintracht Braunschweig
- Gojko Mitič (* 1940), herec, hrál různé role v Harzer Bergtheater
- Daniel Kulla (* 1977), spisovatel, překladatel a lektor, vyrostl v Thale

## Partnerská města
- Seesen, Dolní Sasko, Německo, 1990
- Juvisy-sur-Orge, Francie, 1998
- Tillabéri, Nigérie, 1998